# Eraserheads
Eraserheads (с англ. — «Головы-ластики»), иногда стилизованная как ƎRASERHEADS или ƎRASƎRHƎADS — филиппинская рок-группа, образованная в Кесон-Сити в 1989 году. Группа состоит из солиста и основного автора песен Эли Буэндиа, гитариста Маркуса Адоро, басиста Бадди Забалы и барабанщика Раймунда Марасигана. Их называют «Битлз Филиппин», и они считаются одной из самых влиятельных и успешных групп в стране.
Группа выпустила свой дебютный альбом Ultraelectromagneticpop! в 1993 году, получив признание критиков и высокие продажи. За ним последовали Circus (1994) и Cutterpillow (1995), группа открыла вторую волну пиной-рока в 1990-х годах. Они также получили премию MTV (Азия) Viewers Choice Award на церемонии MTV Video Music Awards (1997) в Нью-Йорке, став единственным филиппинским артистом, получившим эту награду до появления премии MTV Asia Awards.
После выпуска рождественского концептуального альбома Fruitcake (1996) Eraserheads экспериментировали с электронными и арт-роковыми стилями для своих следующих альбомов Sticker Happy (1997), Natin99 (1999) и Carbon Stereoxide (2001). Группа распалась в 2002 году, и все основные бывшие участники добились успеха как сольные исполнители. Позже они воссоединились в 2008 году для серии концертов воссоединения на Филиппинах и с тех пор время от времени гастролировали и выступали в рекламных целях в стране и за рубежом.

## Дискография
Смотри статью «Дискография Eraserheads» в англ. разделе.
- Ultraelectromagneticpop! (1993)
- Circus (1994)
- Cutterpillow (1995)
- Fruitcake (1996)
- Sticker Happy (1997)
- Natin99 (1999)
- Carbon Stereoxide (2001)